# متنزه جزيرة ماري الحكومي
متنزه جزيرة ماري الحكومي، تبلغ مساحته 13 أكر (5.3 ها)متنزه الولاية الواقعة في نهرسانت لورانس في مقاطعة جيفرسون، نيويورك.يقع المتنزه في مدينة الإسكندرية على الطرف الشرقي من جزيرة ويليسلي، ولا يمكن الوصول إليها إلا بالقوارب.

## تاريخ
تم شراء متنزه جزيرة ماري الحكومي من قبل لجنة ولاية نيويورك للمصايد واللعبة والغابات في عام 1897. إلى جانب متنزه كآنو بكنك بوينت ستيت،كانت واحدة من أول متنزهات ولاية نيويورك التي تم إنشاؤها على طول نهر سانت لورانس كجزء من محمية سانت لورانس ، وهي منطقة ترفيهية داخل منطقة جزر الألف التي أذن بها ولاية نيويورك في عام 1896.

## الوصف
لا يمكن الوصول إلى متنزه جزيرة ماري الحكومي إلا بالقارب.يوفر المتنزه طاولات نزهة وصيد الأسماك وإطلاق قارب وأرصفة ومخيم للخيام فقط. إنه مفتوح من يوم الذكرى إلى عيد العمال

## روابط خارجية
- New York State Parks: Mary Island State Park